# For hendes Skyld (film fra 1911)
 Ikke at forveksle med For hendes Skyld (film fra 1916).
For hendes Skyld er en dansk stum melodramafilm fra 1911 produceret af Nordisk Films Kompagni og instrueret af William Augustinus efter eget manuskript. Filmen er et trekantsdrama.

## Handling
Greven og grevinden er lykkeligt gift på syvende år, og alt er idyl, da grevindens gamle kærlighed, markissen, aflægger den lille familie et besøg, og følelserne blusser atter op i grevinden, der dog ved, at det ikke nytter. Markissen rejser dog væk dagen efter, og alt er roligt. 
Seks måneder senere skal greven på forretningsrejse, og straks efter han har sagt farvel, ankommer markissen igen. Han har ikke kunnet undvære grevinden. Grevinden afviser dog markissen, og fører ham ind i barneværelset, hvor grevindens barn sover, og hun forklarer ham, at barnet altid vil være imellem dem. I samme øjeblik kommer greven tilbage, da han har glemt noget. Markissen gemmer sig i det tilstødende værelse, soveværelset. Men greven hører lyd inde fra soveværelset, og går derind. Men markissen er flygtet ud af vinduet; tjenestepigen kommer forskrækket ind og fortæller, at der er en tyv uden for, og greven løber ud og markissen må flygte ind i huset igen. Markissen indser, at han er ved at kompromittere den kvinde han elsker, og han beslutter sig for i stedet at foregive at være tyv. Han tager et smykkeskrin og lader greven opdage ham. Greven tror, at hans ven markissen er tyv, og viser ham bort. Grevinden indser, at markissen har ofte sin ære for hende og griber ud efter ham. For alle tre er noget bristet, der ikke kan heles ...

## Medvirkende
- Otto Lagoni, Greven
- Emilie Sannom, Grevinden
- Gerhard Jessen, Marquien